# Campi di concentramento della Repubblica Sociale Italiana

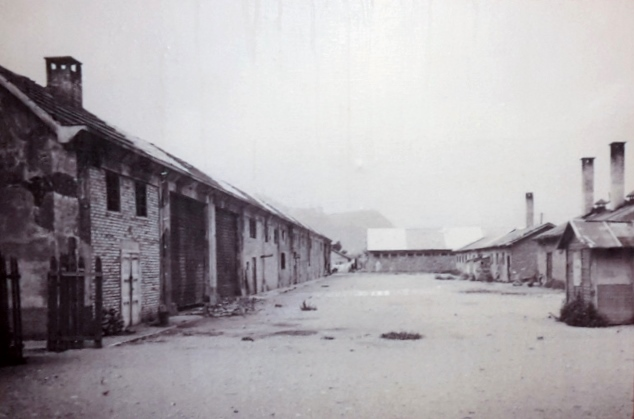
Le baracche del Campo di transito di Bolzano nel 1945, prima della demolizione

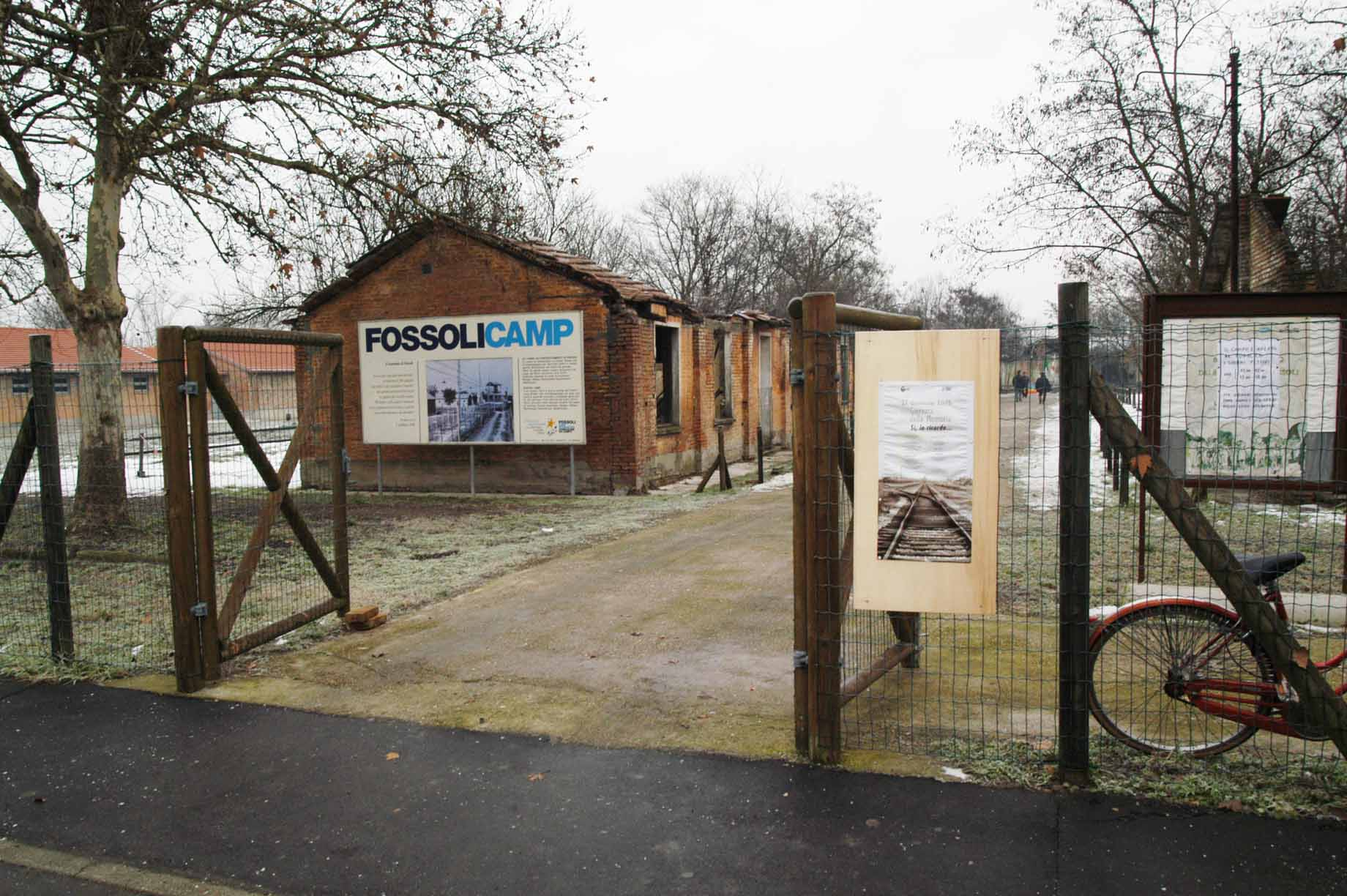
Il campo di Fossoli, oggi

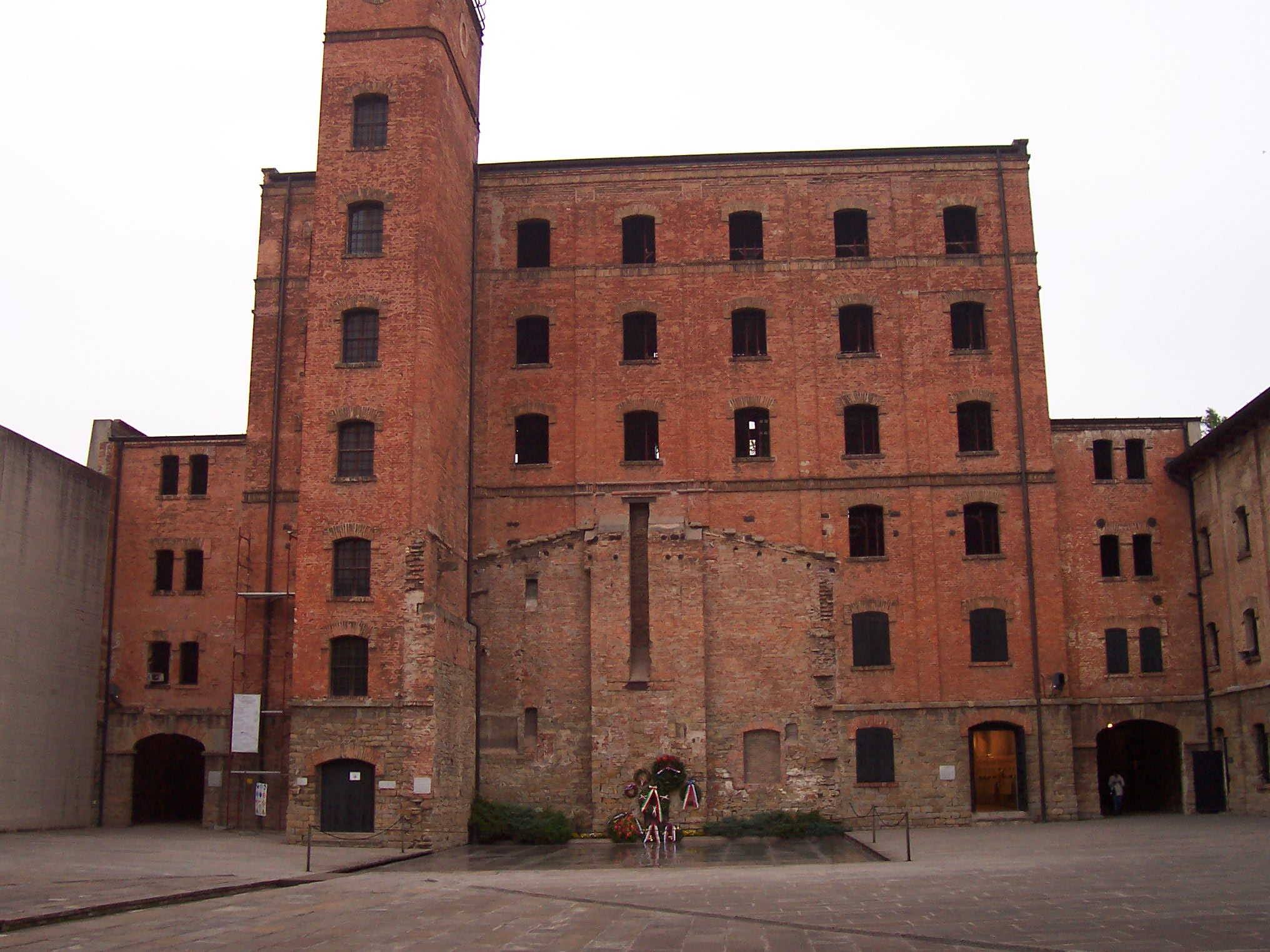
La Risiera di San Sabba, oggi

I campi di concentramento della Repubblica Sociale Italiana furono la rete di campi di prigionia e di transito attraverso cui tra l'8 settembre 1943 e il 25 aprile 1945 operò il meccanismo dell'Olocausto in Italia, finalizzato alla deportazione degli ebrei nei campi di sterminio, in primo luogo Auschwitz. La preesistente rete di campi per l'internamento civile nell'Italia fascista, istituiti tra il 1940 e il 1943 per la detenzione e il confino degli ebrei "stranieri" o antifascisti, fu parzialmente riadattata a servire al nuovo scopo di sterminio di tutti gli ebrei residenti nella Repubblica Sociale Italiana.

## La vicenda
Prima dell'8 settembre 1943 operava nell'Italia fascista una fitta rete di campi per l'internamento civile degli ebrei "stranieri", antifascisti e di altri gruppi etnici considerati "non-italiani". Per quanto, soprattutto nei confronti degli slavi, si verificassero in alcuni campi delle condizioni di vita disumane, che portarono alla morte per stenti di migliaia di prigionieri, agli ebrei furono riservate condizioni di vita migliori. Agli internati ebrei era infatti concessa una certa libertà di movimento e autonomia organizzativa, e la possibilità di ricevere aiuti e assistenza dall'esterno, soprattutto attraverso la DELASEM. Il trattamento fu simile a quello di una prigionia, e non fu affiancato da violenze antisemite fisiche o morali aggiuntive. Soprattutto, essi non furono soggetti a deportazione.
Tutto questo cambiò radicalmente dopo gli avvenimenti dell'8 settembre 1943, con l'avvio anche in Italia della "soluzione finale della questione ebraica", con il supporto congiunto delle truppe di occupazione tedesca e delle forze di polizia della neonata Repubblica Sociale Italiana. I campi di internamento civile dell'Italia meridionale, in primo luogo Ferramonti e Campagna, furono liberati dagli Alleati e agli ebrei ivi rimasti furono così risparmiati gli orrori dell'Olocausto. Ben altra fu la situazione degli ebrei (italiani e "stranieri") nel Centro e Nord Italia, ora ugualmente soggetti a deportazione e sterminio.
Dopo i primi arresti e deportazioni compiuti direttamente dalle truppe di occupazione tedesche, dal 30 novembre 1943 anche le autorità di polizia e le milizie della Repubblica Sociale furono mobilitate per l'arresto di tutti gli ebrei, il loro internamento e la confisca dei loro beni.
Così prescriveva l'ordine firmato dal Capo della Polizia Tullio Tamburini:
(1) Tutti gli ebrei, anche se discriminati, a qualunque nazionalità appartengano, e comunque residenti nel territorio nazionale debbono essere inviati in appositi campi di concentramento. Tutti i loro beni mobili e immobili devono essere sottoposti a immediato sequestro in attesa di essere confiscati nell’interesse della Repubblica Sociale italiana, la quale li destinerà a beneficio degli indigenti sinistrati dalle incursioni aeree nemiche.
(2) Tutti coloro che, nati da matrimonio misto, ebbero, in applicazione delle leggi razziali vigenti, il riconoscimento di appartenenza alla razza ariana, debbono essere sottoposti a speciale vigilanza dagli organi di polizia.
(3) Siano pertanto concentrati gli ebrei in campi di concentramento provinciali, in attesa di essere riuniti in campi di concentramento speciali appositamente attrezzati.
Allo scopo di radunare gli ebrei arrestati furono istituiti 31 campi di concentramento provinciali, dove potessero essere raccolti gli ebrei del luogo, spesso riutilizzando senza soluzione di continuità le strutture di alcuni campi per l'internamento civile creati negli anni precedenti. Da questi campi, gli ebrei (imprigionati assieme ai prigionieri politici antifascisti) erano trasferiti alle strutture gestite direttamente dalla truppe tedesche: il Campo di concentramento di Borgo San Dalmazzo, il Campo di Fossoli, la Risiera di San Sabba e il Campo di transito di Bolzano. Da lì partivano i trasporti per i campi di concentramento e di sterminio in Germania e Polonia.
Il sistema dei campi provinciali non dette i risultati sperati dai fascisti, di fronte alla pronta dispersione degli ebrei in clandestinità e all'atteggiamento omertoso (se non solidale) di gran parte della popolazione italiana. I campi rimasero sottoutilizzati, tanto che la maggior parte di essi fu presto chiusa. Le operazioni di polizia per la cattura degli ebrei continuarono con accanimento, ma ci si appoggiò prevalentemente al sistema carcerario, da cui i prigionieri erano trasferiti a Fossoli e deportati. Complessivamente, i tedeschi deportarono (prevalentemente ad Auschwitz) 8.564 ebrei dall’Italia e dalle zone occupate dagli italiani in Francia e nelle isole di Rodi e di Kos; degli oltre ottomila deportati, solo 1.009 fecero ritorno.

## I campi della Repubblica Sociale Italiana

### Campi di concentramento e transito gestiti dalle autorità tedesche
- 1) Campo di concentramento di Borgo San Dalmazzo (Piemonte) (settembre - novembre 1943)
- 2) Risiera di San Sabba (Trieste) (ottobre 1943 - aprile 1945)
- 3) Campo di Fossoli. Dapprima gestito dalla Repubblica Sociale Italiana (dicembre 1943 - marzo 1944), passa quindi sotto il diretto controllo della autorità tedesche (marzo - agosto 1944)
- 4) Campo di transito di Bolzano (maggio 1944 - maggio 1945)

### Campi di concentramento provinciali istituiti dalla Repubblica Sociale Italiana
- 1) Alessandria: Campo di concentramento di San Martino di Rosignano per donne straniere.
- 2) Ancona: Campo di concentramento di Senigallia, presso la Colonia marina UNES. Vi passarono 20-30 ebrei trasferiti a Fossoli nel maggio 1944.
- 3) Aosta: Campo di concentramento di Aosta, presso la Caserma Mottino. Gli internati furono trasferiti a Fossoli in tre riprese: 20 gennaio 1944, 17 febbraio 1944 e 16 marzo 1944.
- 4) Arezzo: Oliveto, presso villa Mazzi. Nel giugno 1940, la villa fu scelta come sede di un campo di internamento per civili di nazioni straniere ed ebrei. Fu definitivamente chiuso nel maggio-giugno 1944
- 5) Asti: Campo di concentramento di Asti, presso il Palazzo del Seminario di Asti. Gli internati furono trasferiti a Fossoli in febbraio, e quindi in maggio con tappa nelle carceri di Torino e Milano.
- 6) Cuneo: Campo di concentramento di Borgo San Dalmazzo, presso la caserma degli Alpini (dicembre 1943 - febbraio 1944). Circa 30 internati.
- 7) Ferrara: Campo di concentramento di Ferrara, nei locali del Tempio Israelitico di rito italiano. Gli internati furono trasferiti a Fossoli in tre riprese: 12 febbraio 1944, 25 febbraio 1944 e 6 marzo 1944.
- 8) Firenze: Campo di concentramento di Bagno a Ripoli, presso la Villa La Selva. I prigionieri furono trasferiti a Fossoli il 26 gennaio 1944 per essere deportati il 30 gennaio 1944 da Milano.
- 9) Forlì: Campo di concentramento di Forlì, presso l'Albergo Commercio di Corso Diaz.
- 10) Ascoli Piceno: Campo di concentramento di Servigliano
- 11) Genova: Campo di concentramento di Coreglia Ligure (spesso erroneamente definito Campo di concentramento di Calvari di Chiavari) (12 dicembre 1943 - 21 gennaio 1944). Per il campo passarono 29 ebrei, tutti deportati a Milano, via Genova.
- 12) Grosseto: Campo di concentramento di Roccatederighi, presso la Villa del Seminario estivo, di proprietà della Curia vescovile. Due trasferimenti a Fossoli: 18 aprile 1944 e 11 giugno 1944.
- 13) Imperia: Campo di concentramento di Vallecrosia, presso la Caserma.
- 14) Lucca: Campo di concentramento di Bagni di Lucca, presso la Villa Cardinali, ex albergo Le Terme, in località Bagni Caldi. I prigionieri furono trasferiti a Milano il 25 gennaio 1944.
- 15) Macerata: Campo di concentramento di Sforzacosta. Vi furono rinchiusi anche gli ex detenuti del campo di internamento di Urbisaglia. Trasferimento a Fossoli in marzo.
- 16) Mantova: Campo di concentramento di Mantova, presso la Casa di Riposo Israelitica. Deportati il 5 aprile 1944.
- 17) Milano: campo di concentramento di Milano, presso il carcere di San Vittore
- 18) Padova e Rovigo: Campo di concentramento di Vo' Vecchio (Padova), presso la Villa Contarini-Venier nel comune di Vò Vecchio in una casa estiva delle suore elisabettiane (3 dicembre 1943 - 17 luglio 1944). Trasferimento alla Risiera di San Sabba.
- 19) Parma: Campo di concentramento di Scipione Castello, presso il Castello di proprietà dell’orfanotrofio Vittorio Emanuele II di Parma a Scipione, frazione di Salsomaggiore (per gli uomini) e Campo di concentramento di Monticelli Terme, presso l'Albergo Bagni (per le donne e i bambini) (6 dicembre 1943 - 9 marzo 1944). Trasferimento a Fossoli.
- 20) Perugia: Campo di concentramento di Perugia, a Villa Ajò, poi nell’edificio dell’Istituto Magistrale e in seguito ad Isola Maggiore del lago Trasimeno (Villa Guglielmi).
- 21) Piacenza e provincia: Campo di concentramento di Cortemaggiore
- 22) Ravenna: Campo di concentramento di Ravenna, presso le carceri locali.
- 23) Reggio Emilia: Campo di concentramento di Reggio Emilia, presso il Casino Nobili di Villa Cavazzoli.[6]
- 24) Roma: Campo di concentramento di Roma, presso il carcere di Regina Coeli.
- 25) Savona: Campo di concentramento di Bergeggi (spesso erroneamente ricordato nelle fonti come campo di concentramento di Spotorno).[7]
- 26) Sondrio: Campo di concentramento di Sondrio, presso gli Uffici Sanitari del Comune in via Nazario Sauro (un ex deposito del grano costruito nel 1919)
- 27) Teramo: Campo di concentramento di Teramo, presso la caserma Mezzacapo.
- 28) Venezia: Campo di concentramento di Venezia, presso la Casa di Riposo Israelitica nel ghetto di Venezia (dai primi di dicembre 1943 al 31 dello stesso mese).
- 29) Vercelli: Campo di concentramento di Vercelli, nella cascina Ara Vecchia di proprietà del Comune, e poi nella Casa di Riposo Vittorio Emanuele III.
- 30) Verona: Campo di concentramento di Verona, presso la Caserma B, locata nella Torre comunale-scaligera della Porta Rofiolana, in via Pallone.
- 31) Vicenza: Campo di concentramento di Tonezza del Cimone, presso la Colonia Umberto I  a Piani di Tonezza (20 dicembre 1943 - 30 gennaio 1944). Per il campo passarono 45 ebrei di cui 42 deportati a Auschwitz.
- 32) Viterbo: Campo di concentramento di Viterbo, nel carcere di S. Maria in Gradi.

## La memoria
Della maggior parte dei campi di concentramento provinciali gestiti dalla Repubblica Sociale Italiana non restano che scarse tracce, nonostante in anni recenti si sia provveduto a collocare in alcuni di essi lapidi e monumenti che ne ricordino l'esistenza. I quattro campi gestiti direttamente dalla truppe tedesche invece sono a tutt'oggi più conosciuti come luoghi della memoria.